# Gårekneet
Gårekneet är en bergstopp i Antarktis. Den ligger i Östantarktis. Norge gör anspråk på området. Toppen på Gårekneet är 2 495 meter över havet, eller 204 meter över den omgivande terrängen. Bredden vid basen är 3,4 km.
Terrängen runt Gårekneet är platt åt sydost, men åt nordväst är den kuperad. Trakten är obefolkad. Det finns inga samhällen i närheten. 